# Tetsuya Chinen
Tetsuya Chinen (知念 哲矢 Chinen Tetsuya?), född 8 november 1997 i Okinawa prefektur, är en japansk fotbollsspelare.
Chinen började sin karriär 2020 i FC Ryukyu.